# Cherry (película)
Cherry es una película estadounidense de drama y crimen dirigida por Anthony y Joe Russo. Está basada en la novela homónima escrita por Nico Walker en 2018 y narra la historia de un soldado del ejército de Estados Unidos con trastorno por estrés postraumático que comienza a robar bancos para comprar drogas. Es protagonizada por Tom Holland, Ciara Bravo, Jack Reynor, Michael Rispoli y Jeffrey Wahlberg. Tuvo un lanzamiento limitado en cines el 26 de febrero de 2021 y posteriormente se estrenó el 12 de marzo de 2021 en Apple TV+.
Cherry tuvo una respuesta negativa por parte de la crítica especializada, quienes criticaron principalmente el guion, así como el exceso de elementos y las escenas de acción. Asimismo, fue percibida como un intento forzado de resaltar la actuación de Holland, la cual tuvo críticas positivas en su mayoría. En el sitio Rotten Tomatoes, la película tuvo un índice de aprobación del 38%, mientras que en Metacritic promedió 44 puntos de 100.

## Argumento
Cherry se enamora a primera vista de su compañera de clase Emily. Su relación florece pero Emily decide irse y estudiar en Montreal. Cherry está devastado y se alista en el ejército como médico para escapar de su angustia. Justo antes de que él esté a punto de irse para el entrenamiento básico, Emily se da cuenta de su error y confiesa que también está enamorada de Cherry y que están hechos el uno para el otro. Cherry y Emily se casan antes de su despliegue.
Durante sus dos años de servicio en el ejército, Cherry sufre de TEPT después de haber tenido varias experiencias horribles, incluyendo ver a su amigo, Jiménez, quemado y asesinado con un artefacto explosivo improvisado. Para sobrellevar sus ataques de pánico y la ansiedad severa cuando llega a casa, abusa de OxyContin, recetado por un médico que ayuda a disminuir sus síntomas de TEPT. Su creciente adicción comienza a frustrar a Emily y, como resultado, ella comienza a tomar la medicación de Cherry para lidiar con su propia frustración de no saber cómo mantenerlo sin drogas y los dos pronto se vuelven adictos a OxyContin, y finalmente a la heroína.
Después de irrumpir en una caja fuerte que estaba cuidando de su traficante de drogas, Pills and Coke, él y Emily usan la mayoría de las drogas guardadas en su interior. Algún tiempo después, Pills and Coke visita y ve la caja fuerte vacía. Cherry se entera de que el jefe de su traficante de drogas, Black, es el dueño de la caja fuerte y los matará a los tres por esto. Para obtener el dinero de las drogas que usaban, Cherry roba un banco y devuelve el dinero. Para apoyar su adicción y la de Emily, Cherry continúa robando bancos. Como resultado de su uso diario de heroína, Cherry continúa robando bancos con frecuencia después de que él y Emily atraviesan graves Retiros de drogas. Emily sufre una sobredosis y casi muere en un hospital. Cherry se siente culpable por la madre de Emily de dejarla en paz.
Emily deja su centro rehabilitación de drogas y se reúne con Cherry. Intenta enviarla de regreso y persuadirla de que no es bueno para ella. A Emily no le importa y le dice a Cherry que quiere estar con él; ella volverá a drogarse sin importar qué. Al necesitar más dinero para mantener su adicción, recluta a Pills and Coke y a su amigo, James Lightfoot, para que lo ayuden a robar varios cajeros a la vez. Durante un robo, el narcotraficante se escapa, lo que obliga a Cherry a robar el banco solo. Mientras se aleja con Lightfoot en un auto de escape, Cherry enfatiza que Pills y Coke probablemente lo delatarán si lo atrapan y convence a Lightfoot de que dé la vuelta al auto y lo busque. Después de poner Pastillas y Coca-Cola en el auto, ve que le han disparado y está sangrando mucho. Debatieron si llevarlo al hospital, pero deciden que es demasiado arriesgado y muere por la herida de bala. Arrojan la carrocería a un lado de la carretera y se separan.
Más tarde, Black se enfrenta a Cherry fuera de su casa para saldar la deuda de drogas. Cherry besa y se despide de Emily antes de realizar un último robo. Durante el robo, Cherry convence al cajero del banco para que active la alarma antes de irse con el dinero. Cherry le da a Black todo el dinero. Cherry luego camina hacia la carretera abierta y llama la atención de la policía disparando su arma al aire, procediendo a sentarse al costado de la carretera y drogarse por última vez, antes de que llegue la policía y lo arreste.
Cherry se desintoxica y se recupera en prisión, pasando 14 años cumpliendo su condena antes de ser puesto en libertad condicional. Mientras Cherry sale de la prisión, ve a Emily esperándolo.

## Reparto
- Tom Holland como Cherry.
- Ciara Bravo como Emily.
- Jack Reynor como Pills y Coke
- Michael Rispoli como Tommy.
- Jeffrey Wahlberg como Jimenez.
- Forrest Goodluck como James Lightfoot.
- Michael Gandolfini como Joe.
- Kyle Harvey como Roy.
- Pooch Hall como Sargento Whomever.
- Damon Wayans Jr. como Sargento Masters.
- Thomas Lennon como Padre Whomever.
- Kelli Berglund como Madison Kowalski.
- Jose Pablo Cantillo como Deco.
- Nicole Forester como Doctor.
- Jamie Brewer como Shelly.
- Fionn O'Shea como Arnold.
- Adam Long como Greene.
- Sam Clemmett como Yuri.

## Producción
En agosto de 2018, los hermanos Anthony y Joe Russo compraron los derechos de la novela Cherry escrita por el autor Nico Walker y anunciaron la realización de una adaptación con ellos mismos dirigiendo. En marzo de 2019, Tom Holland fue seleccionado para el papel principal luego de haber trabajado con los hermanos en Avengers: Infinity War (2018) y Avengers: Endgame (2019). Posteriormente, en octubre, se incorporaron al elenco Ciara Bravo, Jack Reynor, Jeffrey Wahlberg, Kyle Harvey, Forrest Goodluck y Michael Gandolfini.
El rodaje de la película tenía previsto iniciar el 15 de julio de 2019, pero finalmente inició el 8 de octubre de ese año en Cleveland Heights (Estados Unidos) y concluyó en febrero de 2020. Según declararon los hermanos, la edición de la película, la cual generalmente es un aspecto de posproducción, se debió hacer simultáneamente con el rodaje para evaluar de forma inmediata cualquiera escena que necesitara reescribirse o regrabarse. El equipo debió realizar toda la edición de sonido y banda sonora desde sus casas debido al confinamiento por la pandemia de COVID-19.

## Estreno y promoción
En septiembre de 2020, Apple TV+ adquirió los derechos de distribución de la película, la cual tendría un lanzamiento limitado en los cines de Estados Unidos el 26 de febrero de 2021, y más tarde estrenaría en su plataforma de streaming el 12 de marzo de 2021.
Las primeras imágenes de la película fueron publicadas el 24 de noviembre de 2020 en conjunto con una entrevista con la revista Vanity Fair a Tom Holland. El primer póster oficial fue publicado el 23 de diciembre por la revista Variety, pero debido a un error de imprenta en el cual el título de la cinta apareció como Cherk, debió ser modificado y republicado ese día. Con el lanzamiento de dicho póster, Apple TV+ inició una campaña para los premios Óscar, añadiendo un anuncio de for your consideration que sugerían a Cherry dentro de la categoría de mejor película y a Holland como mejor actor. Para promocionar la película, Apple TV+ realizó una conferencia en línea el 8 de enero de 2021 donde fue proyectada la película ante más de 3000 críticos, reporteros y cineastas miembros votantes de la Asociación de la Prensa Extranjera de Hollywood (quienes otorgan los Globos de Oro), la Broadcast Film Critics Association (Premios de la Crítica Cinematográfica), la Academia Británica de las Artes Cinematográficas y de la Televisión (premios BAFTA) y la Academia de las Artes y las Ciencias Cinematográficas (premios Óscar). La conferencia fue dirigida por Robert Downey Jr. y también contó con un panel conformado por los hermanos Russo, Holland y otros miembros del elenco. El primer tráiler de la película fue publicado ese mismo día tras culminar la conferencia. A pesar de la amplia campaña, expertos de la revista Variety comentaron que era improbable que Cherry recibiera alguna nominación a los premios Óscar debido a que se había incorporado muy tarde a la carrera y las categorías principales ya estaban abarrotadas con varias favoritas.

## Respuesta crítica
Cherry tuvo una respuesta negativa por parte de los especialistas, que criticaron el guion y la sobrecarga de elementos. En el sitio Rotten Tomatoes tuvo un índice de aprobación del 38% basado en 162 reseñas profesionales. El consenso crítico fue: «Ciertamente es elegante y le ofrece a Tom Holland una buena oportunidad para expandirse, pero los problemas de Cherry provienen de una historia que es demasiado formulada para engañar a cualquiera». En Metacritic promedió 44 puntos de 100 basado en 43 críticas profesionales, denotando «reseñas mixtas o promedio».
Owen Gleiberman de la revista Variety criticó duramente la película diciendo que «a pesar de que está basada en hechos de la vida real, ningún momento en Cherry se siente creíble» y añadió que «se siente como un esfuerzo desesperado de mostrar que Tom Holland no es solo un niño en un traje». David Elrich de IndieWire la describió como «confusa y sin sentido», le dio una calificación de «D» y sostuvo que «Cherry no responde a ninguna de sus interrogantes y se siente más como una adaptación real de cómics que cualquier película de los Vengadores». A.A. Dowd de The A.V. Club también le dio una calificación de «D» y aseguró que: «Esta es una película que no tiene nada que ofrecer sobre amor, guerra, traumas, adicciones, o incluso Estados Unidos. Es una propuesta vergonzosa para ser de los mayores directores de Marvel, Cherry es una bomba épica de sufrimiento». Leah Greenblatt de Entertainment Weekly afirmó que «aún con buenas actuaciones, Cherry es incapaz de sacudirse los clichés, estereotipos y giros predecibles».
David Rooney de The Hollywood Reporter criticó la dirección de los hermanos Russo diciendo que «están tan enfocados en hacer estéticas sorprendentes y forzar franquicias que aún con un elenco formidable, la película se siente distante con sus personajes», además de añadir que «la historia de Walker sin duda se basa en un entorno muy real que refleja la triste existencia de innumerables estadounidenses que regresan del servicio activo a un país arruinado por la recesión económica, la reducción de oportunidades y el abuso de sustancias. Pero la única realidad que Cherry refleja con abrumadora insistencia es la de los directores drogándose con su propio estilo». Johnny Oleksinki de The New York Post la calificó con dos estrellas de cuatro y dijo que «la trama no brilla a pesar de los mayores esfuerzos de los Russo».
Matt Fowler de IGN aseguró que: «Cherry es grande en estilo y presenta una banda sonora animada y cara, pero su evaluación de la triste realidad detrás del ciclo de veterano a adicción se siente bastante cliché. Holland rompe muchas barreras aquí, en cuanto a actuación y ofrece lo mejor como un sustituto fantástico de los males de la sociedad, pero la película avanza con dificultad y, en general, es un mosaico decepcionante de proyectos anteriores». Brian Lowry de CNN expresó que la película «se queda corta tratando de mostrar la maduración de Holland como actor a través de la dirección de los hermanos Russo, que quisieron repetir su fórmula en Marvel pero no lo logran».

## Premios y nominaciones
| Premiación                           | Fecha               | Categoría                        | Nominado(s)                                              | Resultado | Ref.   |
| ------------------------------------ | ------------------- | -------------------------------- | -------------------------------------------------------- | --------- | ------ |
| American Society of Cinematographers | 18 de abril de 2021 | Mejor Cinematografía en Película | Newton Thomas Sigel                                      | Nominado  | [ 26 ] |
| Golden Reel Awards                   | 16 de abril de 2021 | Mejores Efectos de Sala          | Mark Binder, Donald Flick, Michael Gilbert, Matthew Coby | Nominado  | [ 27 ] |